# Hinterstadt

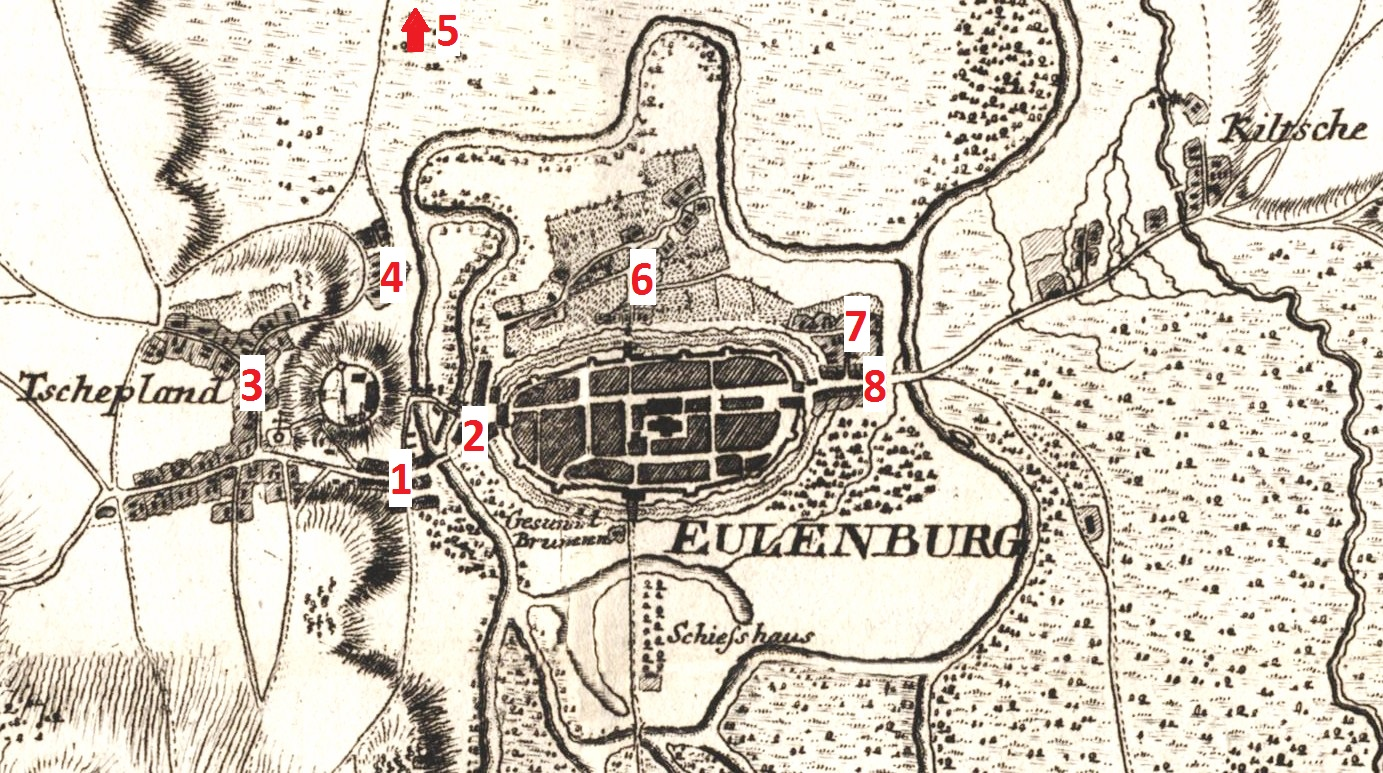
Die Cabinetskarte (1762) von Isaak Jacob von Petri gibt einen Überblick über Eilenburg und seine Vorstädte:
(1) Sand-Gemeinde
(2) Leipziger Steinweg
(3) Zscheppelende
(4) Tal-Gemeinde
(5) Hainichen
(6) Hinterstadt
(7) Gassen-Gemeinde
(8) Torgauer Steinweg

Hinterstadt war eine Gemeinde im Amt Eilenburg und ab 1815 im Landkreis Delitzsch. Die Gemeinde lag nördlich von Eilenburg unmittelbar vor dem Badertor und zählte zu den Acht Vorstädten von Eilenburg. Im heutigen Stadtbild liegt das ehemalige Gemeindegebiet der Hinterstadt in der nördlichen Bernhardistraße und um den Jacobsplatz.

## Geschichte
Im Jahr 1400 erwähnt die Eilenburger Chronik 126 „Seelen“ in der Hinterstadt. Laut dem Eilenburger Oberschullehrer und Ortsnamensforscher Arthur Hoffmann handelte es sich um eine Gartenstadt mit Hopfengärten und einem großen Anger mit Teich am heutigen Jacobsplatz. Die Hinterstadt war begrenzt im Süden von der Eilenburger Stadtmauer sowie zu allen anderen Richtungen von den Flussschlingen von Mühlgraben und Mulde. Für den Zugang zum Stadtgebiet diente die Baderpforte, an der seit 1515 ein Steg über den Stadtgraben führte. 1548 zählte man in der Gemeinde zehn Höfe und ein Freigut.
In der ersten Hälfte des 19. Jahrhunderts begann mit der Ansiedlung von Industriebetrieben das Wachstum in der Gemeinde und das Zusammenwachsen mit der Stadt Eilenburg. 1822 wurde von H. G. Költz eine Wachslichtfabrik und Wachsbleiche errichtet. Im selben Jahr wurde die hölzerne Brücke am Badertor durch eine aus Stein ersetzt. 1827 eröffneten Ehrenberg & Richter die nunmehr dritte Kattunfabrik vor den Toren Eilenburgs. Am 9. April 1856 wurde die Hinterstadt nach Eilenburg eingemeindet. In der Folge wurde das Gebiet weiter erschlossen und bebaut. So entstand eine geschlossene Wohnbebauung sowie unter anderem die katholische Pfarrkirche St. Franz Xaver (1854), die Pikeefabrik von Louis Holzweissig (1870er) und die Mittelschule (1887). Die Fabrikhallen von Ehrenberg & Richter, die von 1904 bis 1945 als Produktionsstätte des weltgrößten Pianoherstellers Zimmermann dienten, wurden abgerissen oder zu Wohngebäuden umgebaut. Das ehemalige Gemeindegebiet ist ein beliebter Wohnstandort und wächst bis heute durch die Ansiedlung von Einfamilienhäusern.